# Coussarea congestiflora
Coussarea congestiflora är en måreväxtart som beskrevs av Johannes Müller Argoviensis. Coussarea congestiflora ingår i släktet Coussarea och familjen måreväxter. Inga underarter finns listade i Catalogue of Life.